# 국도 제97호선 (이란)
국도 제97호선(페르시아어: جاده 97, Road 97)은 이란 호라산에라자비주의 마슈하드에서 테이바드까지 이어주는 일반 국도이다. 그러나 이 국도는 이란 36번 국도와 마찬가지로 아시안 하이웨이 1호선의 일부이기도 하나, 아프가니스탄 국경선과도 맞닿아 있는 것으로 알려져 왔다.